# 霍赫布拉森山
47°25′20″N 11°02′39″E / 47.422313°N 11.044088°E

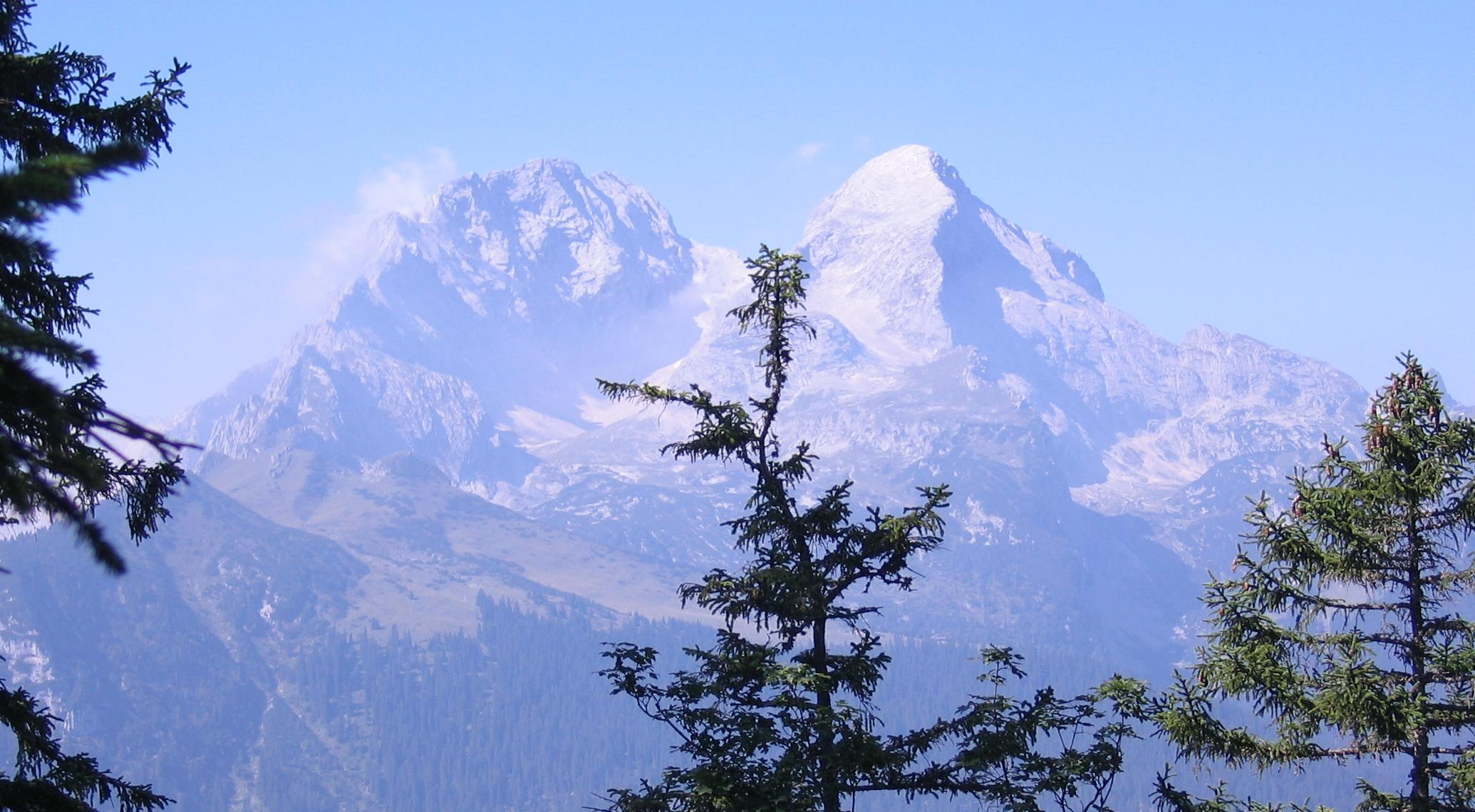

霍赫布拉森山（德語：Hochblassen），是德國的山峰，位於該國東南部，由巴伐利亞負責管轄，屬於韋特施泰因山脈的一部分，海拔高度2,703米，人類在1871年首次登頂。